# Балтазар Нойман
Вижте пояснителната страница за други личности с името Нойман.
Балтазар Нойман, (на немски: Johann Balthasar Neumann), роден на 27 януари 1687 г. в Хеб, Бохемско кралство, починал на 19 август 1753 г. във Вюрцбург, е един от най-известните строители в стил барок и рококо в Южна Германия. Към най-известните му произведения като архитект, градостроител, човек на изкуството, техник и строителен организатор принадлежи резиденцията „Вюрцбург“. Резиденцията е обявена през 1981 г. за част от Списъка на световното културно и природно наследство на ЮНЕСКО